# Williamspäron - Vol. 1
Williamspäron är radioprogrammet Hassans första utgivna skiva med busringningar ifrån Sveriges Radio P3.

## Låtlista
1. "Parkering"
  - Fredrik Lindström
2. "Föräldraföreningen för narkotika"
  - Kristian Luuk
3. "Är det fel på bilen?"
  - Erik Haag & Fredrik Lindström
4. "Ungdomsblocket"
  - Fredrik Lindström, Kristian Luuk & Erik Haag
5. "Wienerkonditoriet"
  - Fredrik Lindström
6. "Do the choka choka"
  - Pontus Djanaieff
7. "Schampo för fett hår"
  - Kristian Luuk
8. "Alltså, så här var det..."
  - Fredrik Lindström, Kristian Luuk & Erik Haag
9. "MC-klubben"
  - Fredrik Lindström
10. "Frodenkvist, »Tvättskurken«"
  - Pontus Djanaieff
11. "Sheraton, Kairo"
  - Kristian Luuk
12. "Baskaggen"
  - Fredrik Lindström
13. "På museet"
  - Pontus Djanaieff & Kristian Luuk
14. "Kan man röka morötter?"
  - Erik Haag
15. "Bukowskis"
  - Henrik Schyffert
16. "Mårten Rask, »Vandringssägner«"
  - Fredrik Lindström & Kristian Luuk
17. "Elstängsel"
  - Pontus Djanaieff
18. "Läget i Ryssland"
  - Kristian Luuk, Fredrik Lindström & Pontus Djanaieff
19. "Williamspäron"
  - Fredrik Lindström
20. "Nassau"
  - Henrik Schyffert
21. "Ja, det är Kristian"
  - Kristian Luuk
22. "Hyrbil"
  - Pontus Djanaieff
23. "Är du allvarlig?"
  - Fredrik Lindström & Kristian Luuk
24. "Meja"
  - Kristian Luuk
25. "Låssmeden"
  - Fredrik Lindström
26. "Roffes morsa"
  - Fredrik Lindström & Kristian Luuk
27. "Palindrom"
  - Henrik Schyffert
28. "Byxmode"
  - Fredrik Lindström

## Medverkande
- Fredrik Lindström
- Kristian Luuk
- Erik Haag
- Henrik Schyffert
- Pontus Djanaieff

## Listplaceringar
| Lista (1994-1995) | Topplacering |
| ----------------- | ------------ |
| Sverige           | 2            |